# العلاقات الرواندية القرغيزستانية
العلاقات الرواندية القيرغيزستانية هي العلاقات الثنائية التي تجمع بين رواندا وقيرغيزستان.

## مقارنة بين البلدين
هذه مقارنة عامة ومرجعية للدولتين:
| وجه المقارنة                                              | رواندا                                        | قيرغيزستان                      |
| --------------------------------------------------------- | --------------------------------------------- | ------------------------------- |
| المساحة (كم2)                                             | 26.34 ألف                                     | 199.95 ألف                      |
| عدد السكان (نسمة)                                         | 12.21 مليون                                   | 6.20 مليون                      |
| الكثافة السكانية (ن./كم²)                                 | 463.55                                        | 31.01                           |
| العاصمة                                                   | كيغالي                                        | بيشكك                           |
| اللغة الرسمية                                             | اللغة الكينيارواندا، لغة إنجليزية، لغة فرنسية | اللغة الروسية، اللغة القيرغيزية |
| العملة                                                    | فرنك رواندي                                   | سوم قيرغيزستاني                 |
| الناتج المحلي الإجمالي (بليون دولار)                      | 9.14 مليار                                    | 7.56 مليار                      |
| الناتج المحلي الإجمالي (تعادل القوة الشرائية) بليون دولار | 20.46 مليار                                   | 20.45 مليار                     |
| الناتج المحلي الإجمالي الاسمي للفرد دولار أمريكي          | 697                                           | 1.10 ألف                        |
| الناتج المحلي الإجمالي للفرد دولار أمريكي                 | 1.66 ألف                                      |                                 |
| مؤشر التنمية البشرية                                      | 0.483                                         | 0.655                           |
| رمز المكالمات الدولي                                      | +250                                          | +996                            |
| رمز الإنترنت                                              | .rw                                           | .kg                             |
| المنطقة الزمنية                                           | ت ع م+02:00                                   | ت ع م+06:00                     |

## منظمات دولية مشتركة
يشترك البلدان في عضوية مجموعة من المنظمات الدولية، منها:
| علم المنظمة | اسم المنظمة                                                | تاريخ انضمام رواندا | تاريخ انضمام قيرغيزستان |
| ----------- | ---------------------------------------------------------- | ------------------- | ----------------------- |
|             | مؤسسة التنمية الدولية                                      | 30 سبتمبر 1963      | 24 سبتمبر 1992          |
|             | يونسكو                                                     | 7 نوفمبر 1962       | 2 يونيو 1992            |
|             | وكالة ضمان الاستثمار متعدد الأطراف                         | 27 سبتمبر 2002      | 21 سبتمبر 1993          |
|             | الأمم المتحدة                                              | 18 سبتمبر 1962      | 2 مارس 1992             |
|             | العملية المشتركة للاتحاد الأفريقي والأمم المتحدة في دارفور | ?                   | ?                       |
|             | الاتحاد البريدي العالمي                                    | ?                   | ?                       |
|             | البنك الدولي للإنشاء والتعمير                              | 30 سبتمبر 1963      | 18 سبتمبر 1992          |
|             | الاتحاد الدولي للاتصالات                                   | 12 ديسمبر 1962      | 20 يناير 1994           |
|             | منظمة حظر الأسلحة الكيميائية                               | ?                   | ?                       |
|             | مؤسسة التمويل الدولية                                      | 6 نوفمبر 1975       | 11 فبراير 1993          |
|             | منظمة التجارة العالمية                                     | ?                   | ?                       |
|             | منظمة الشرطة الجنائية الدولية                              | ?                   | ?                       |

## وصلات خارجية
- موقع وزارة الخارجية الرواندية
- موقع وزارة الخارجية القيرغيزستانية